# Russisch-Orthodoxes Glockenläuten

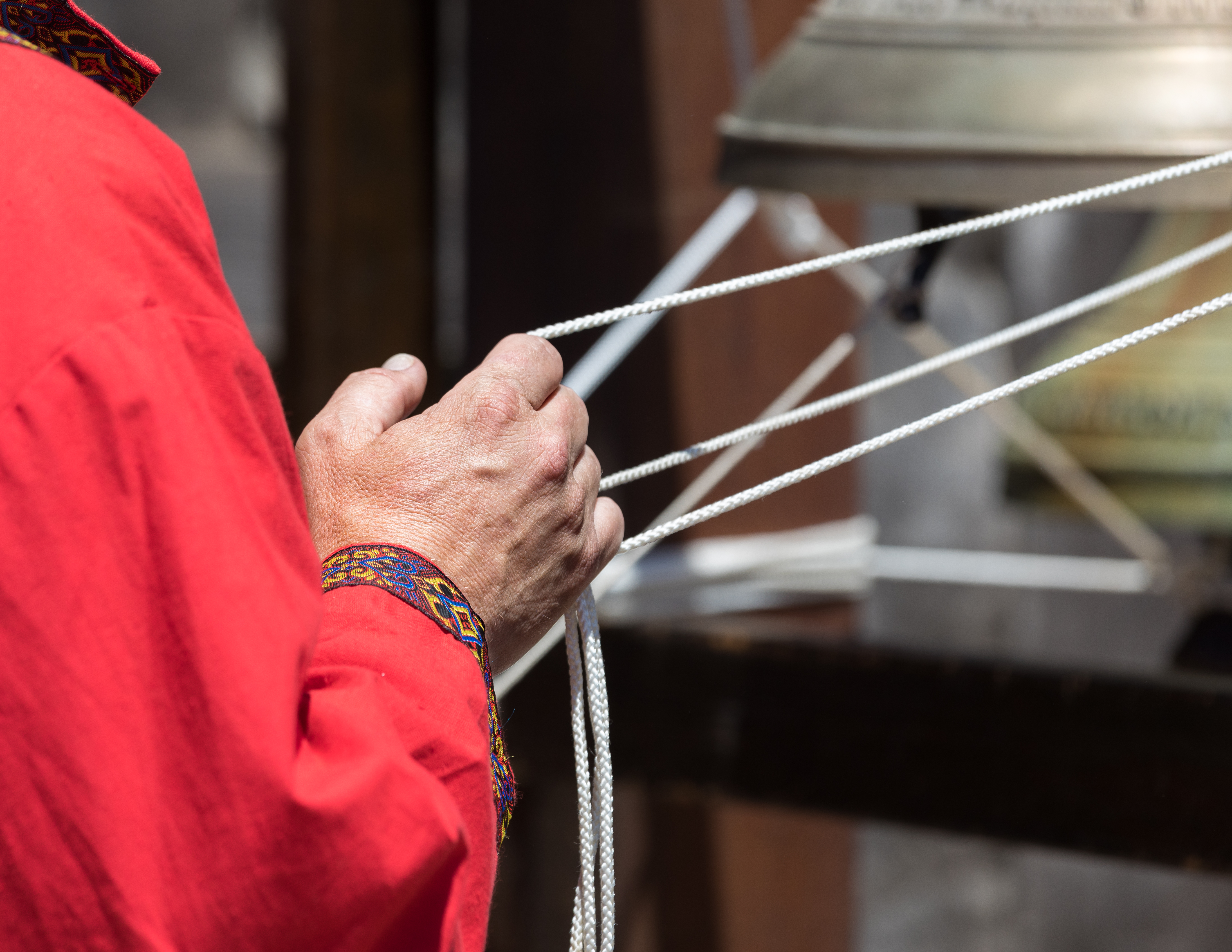
Glockenschlagen mittels Seilen

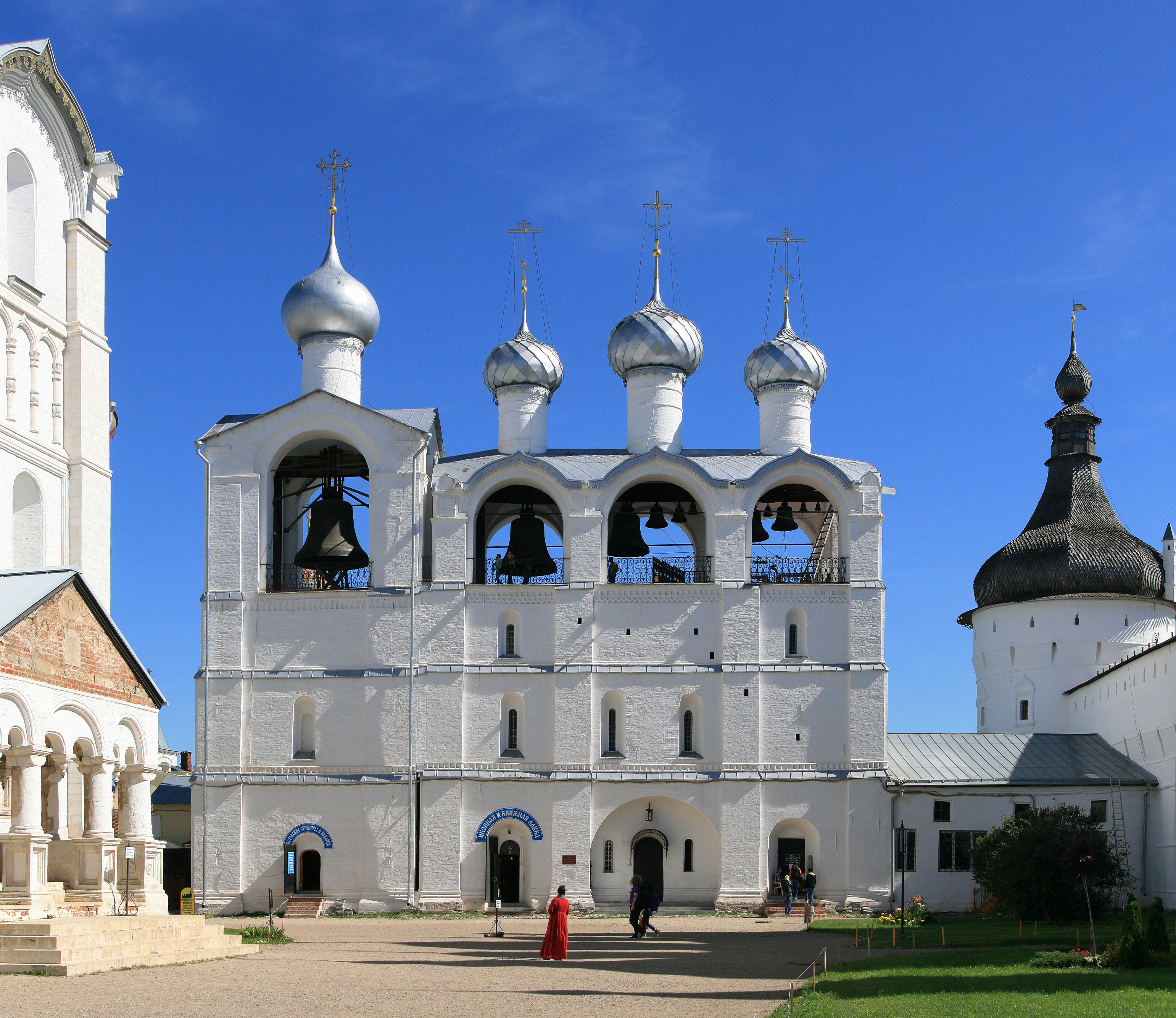
Glocken der Glockenwand im Rostower Kreml

Das Glockenläuten bzw. richtiger Glockenschlagen spielt eine wichtige Rolle in den Traditionen der Russisch-Orthodoxen Kirche. In den Glockenwänden bzw. Glockentürmen der russischen Kirchen schwingen die Glocken nicht, sondern sie sind starr befestigt. Sie werden geschlagen, wobei in der Regel der Klöppel mit einem an seinem unteren Ende festgebundenen Seil an den inneren Glockenrand gezogen wird. Sollen mehrere Glocken gleichzeitig erklingen, wird die entsprechende Anzahl von Seilen gleichzeitig gezogen. Je nach Material der Glocke und Härte des Anschlags erklingen unterschiedliche Klangfarben.

## Geschichte
Das Glockenläuten in der Russisch-Orthodoxen Kirche hat eine Geschichte, die mit der Taufe der Rus im Jahr 988 begann. Es ist ein unverzichtbares Zubehör des christlichen kirchlichen Gottesdienstes.  In der Orthodoxie ist das Glockenläuten ein fester Bestandteil der kirchlichen Zeremonien. Gläubige schreiben dem Glockenläuten magische Fähigkeiten zu, unreine Kräfte und Krankheiten zu vertreiben und Naturkatastrophen zu verhindern. Die Verwendung des Läutens von Glocken und Handglocken zu rituellen, magischen Zwecken hat ihre Wurzeln in der fernen Vergangenheit. Die Kunst des Läutens wurde traditionell mündlich überliefert, einige Kathedralen und Klöster hatten Läutegruppen.

## Arten des Glockenläutens
Es gibt mehrere Arten des Glockenläutens:
Blagowest (russisch Благовест, wiss. Transliteration Blagovest) bzw. Verkündigung – mehrere Glocken werden abwechselnd geläutet. Eine Verkündigung ertönt, um die Gemeinde in die Kirche zu rufen und um anzukündigen, dass der Gottesdienst begonnen hat. Der Verkündigung gehen drei langsame, bis zum Verklingen des Tons reichende Schläge auf der größten Glocke voraus, gefolgt von ruhigen, gemessenen Schlägen.
Treswon (russisch Трезвон, wiss. Transliteration Trezvon) – ein Läuten von mehreren Glocken gleichzeitig. Die Gläubigen werden über den Beginn von Liturgie und  Ganznächtlicher Vigil informiert.
Pereswon (russisch Перезвон, wiss. Transliteration Perezvon) – das Läuten der Glocken, beginnend mit der größten und endend mit der kleinsten. Es wird am Karfreitag und Karsamstag gefeiert. Eine verkürzte Version, wird bei anderen kirchlichen Feiern verwendet.
Perebor (russisch Перебор, wiss. Transliteration Perebor) – ein langsames Läuten der Glocken, eine nach der anderen, beginnend mit der kleinsten und endend mit der größten. Es erfolgt im Ritus der Beerdigung. Nach dem Anschlagen der großen Glocke sollen alle Glocken auf einmal angeschlagen werden – und der Refrain beginnt erneut. Perebor endet oft mit einem Glockenspiel als Symbol für die Auferstehung und den Übergang des Verstorbenen in die andere Welt.

## Musik
Das Läuten wurde zur Grundlage des künstlerischen Phänomens, das als „Glockenläuten“ bekannt ist – eine eigene Art der russischen Kirchenkunst, die im 17. Jahrhundert Gestalt annahm und regionale Traditionen prägte. Ende des 20. Jahrhunderts wurde es Teil der weltlichen Konzerttradition.

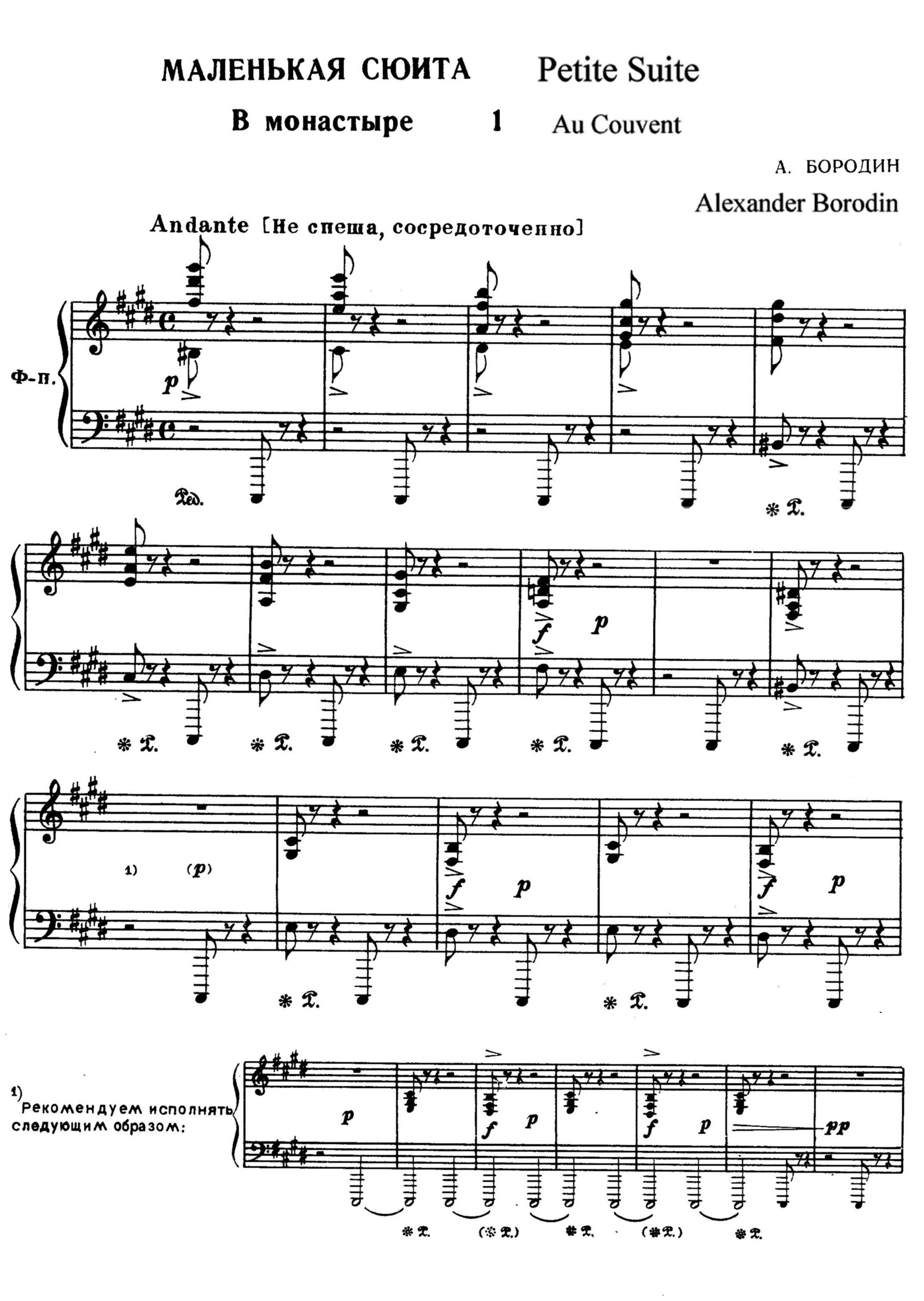
Glockenklang zu Anfang des Stückes Im Kloster (dem 1. Stück) aus der Kleinen Suite von Alexander Borodin

Glockengeläut wurde in den Werken der russischen Komponisten des 19. Jahrhunderts weit verbreitet verwendet. Glinka verwendete Glocken im Schlusschor der Oper Iwan Sussanin oder Ein Leben für den Zaren, Mussorgski in dem Stück Das Heldentor (in der alten Hauptstadt Kiew) des Zyklus’ Bilder einer Ausstellung und in der Oper Boris Godunow, Alexander Borodin im Stück Im Kloster (dem 1. Stück) aus der Petite Suite, und N. Rimski-Korsakow in Die Pskowerin, Das Märchen vom Zaren Saltan, Die Legende von der unsichtbaren Stadt Kitesch, Peter Tschaikowski in Der Opritschnik und auch in seiner Ouvertüre 1812. Eine der Kantaten von Sergei Rachmaninow trug den Titel Die Glocken (symphonisches Poem). Im 20. Jahrhundert wurde diese Tradition von G. Swiridow, R. Schtschedrin, W. Gawrilin, A. Petrow und anderen fortgesetzt.
In den späten 1920er Jahren folgte ein inoffizielles Verbot des Glockenläutens, begleitet von der massenhaften Zerstörung von Glocken, die Tradition des Läutens blieb nur in einigen Kirchen und Klöstern erhalten.

## Wiederbelebung
In den 1970er und 1980er Jahren wurde das öffentliche Interesse an der Kunst des russischen Glockenspiels geweckt. Im Jahre 1989 wurde unter der Schirmherrschaft des Kulturfonds der Verband der Glockenkunst Russlands (Ассоциация Колокольного Искусства России) gegründet. 1995 wurde ein Moskauer Zentrum für die Glöcknerausbildung (Московский Колокольный Центр) eingerichtet, und in verschiedenen Städten Russlands wurden Schulen eröffnet (die erste war 1975 in Archangelsk). Es werden auch Festivals und Konzerte mit Glockenspielmusik veranstaltet.

## Film

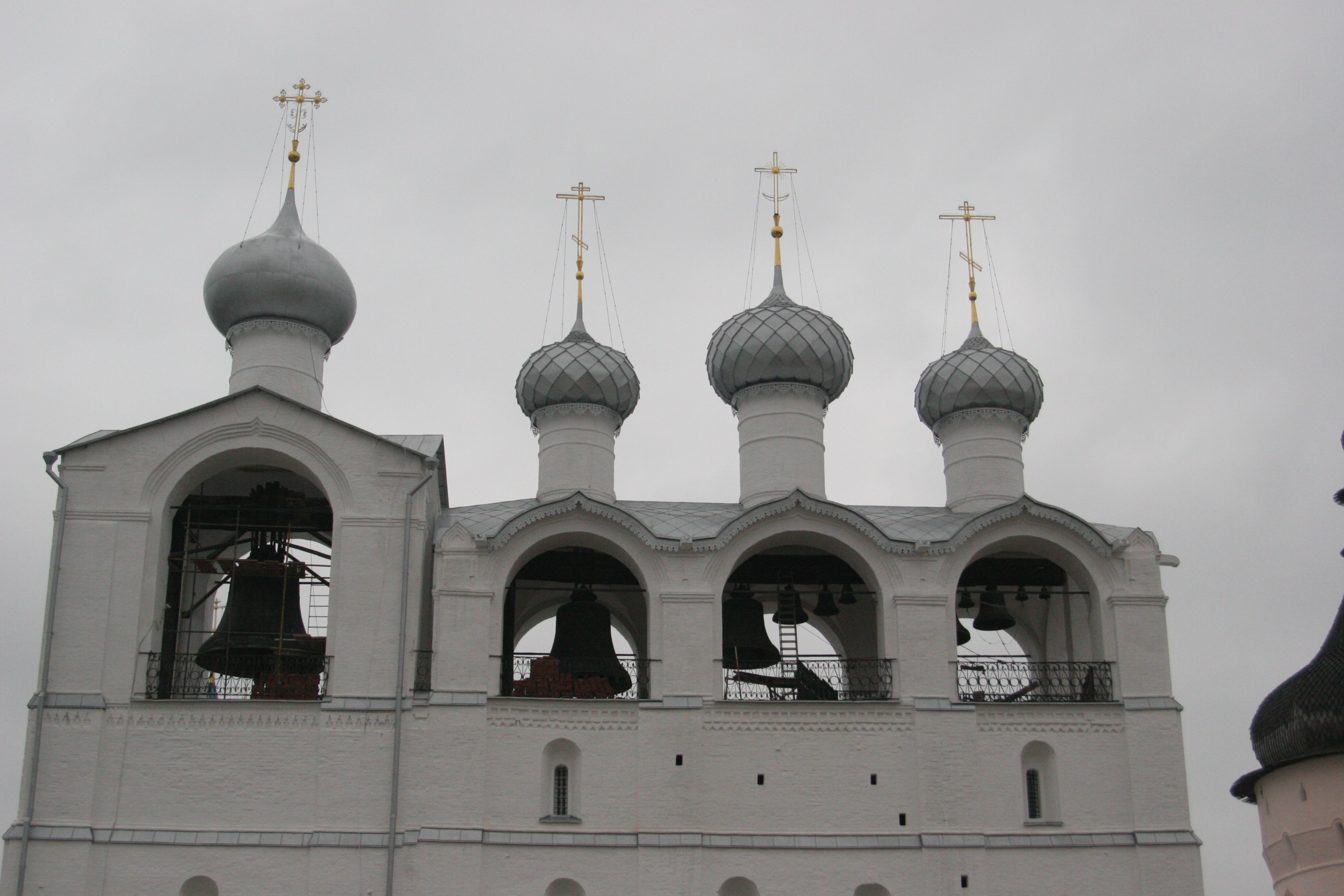
Glocken des Rostower Kremls

In der Glockenspiel-Szene der sowjetischen Filmkomödie Iwan Wassiljewitsch wechselt den Beruf (russisch Иван Васильевич меняет профессию) aus dem Jahr 1973 ist das Glockenensemble der Glockenwand der Mariä-Entschlafens-Kathedrale im – seinerzeit als Freilichtmuseum (russ. музей-заповедник) genutzten – Rostower Kreml zu hören und sehen, „das wohl wertvollste historische Glockenensemble Russlands mit insgesamt 15 Glocken“. Der sich bei einer wilden Verfolgungsjagd in den vielen Seilen dieses Glockenensembles des Rostower Kremls verheddernde Bunscha spielt dabei (ohne sein bewusstes Zutun) Tschischik-Pyschik. In der (aus musikalischer Sicht) komischsten Szene des Films beendet sein Begleiter dann die von ihm zufällig begonnene Melodie von Moskauer Nächte – gezielt mit den letzten drei Tönen.
In der Dokumentation Glocken aus der Tiefe – Glaube und Aberglaube in Russland (1993) von Werner Herzog berichtet ein russischer Glöckner von seinem Schicksal und demonstriert anschaulich die Kunst des Glockenspiels.

## Siehe auch

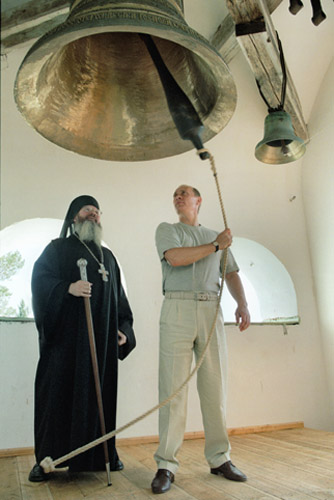
Wladimir Putin (Walaam, 2001)